# SN 2008D
SN 2008D – supernowa odkryta 9 stycznia 2008 roku przez stypendystkę Uniwersytetu Princeton, Alicię Söderberg, za pomocą danych pochodzących z rentgenowskiego teleskopu Swift. Rozbłysła w galaktyce spiralnej NGC 2770 w gwiazdozbiorze Rysia.

## Odkrycie

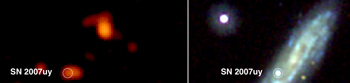
Zdjęcia z teleskopu Swift galaktyki NGC 2770 w promieniach rentgena (z lewej) i w świetle widzialnym, wykonane przed wybuchem SN 2008D.

Alicia Söderberg szukała wśród danych pochodzących z satelity Swift śladów wcześniejszej supernowej SN 2007uy. Zarejestrowała trwający 530 sekund błysk promieniowania rentgenowskiego. Zaalarmowała też obsługę ważniejszych naziemnych i kosmicznych obserwatoriów. Astronomowie z całego świata skierowali teleskopy ku odległej galaktyce, co pozwoliło kilka dni po wybuchu zarejestrować po raz pierwszy w historii supernową w początkowej fazie eksplozji. 
Wybuch ten to zjawisko pośrednie pomiędzy wybuchem typowej supernowej a rozbłyskiem gamma. Zespół astronomów Europejskiego Obserwatorium Południowego analizujący wybuch SN 2008D zaobserwował słaby dżet podobny do powstających podczas znacznie gwałtowniejszych zjawisk, których źródłem są rozbłyski gamma. Ten dżet wskazuje, że supernowa SN 2008D najprawdopodobniej zapadła się tworząc czarną dziurę i stając się równocześnie pierwszym tak słabym źródłem dżetów.

## Właściwości fizyczne
Teoretyczne modele analizy właściwości supernowych, zastosowane do wyników obserwacyjnych SN 2008D sugerują, że masa wybuchającej gwiazdy mogła wynosić 30 mas Słońca, jednak jeszcze przed swoim wybuchem utraciła tak wiele masy, że w momencie eksplozji jako supernowa była jedynie 8 do 10 razy bardziej masywna niż Słońce. Według analiz najbardziej prawdopodobnym obiektem powstałym z kolapsu jądra supernowej o takiej masie jest czarna dziura.